# Гамбија на Светском првенству у атлетици на отвореном 2013.
Гамбија је учествовала на Светском првенству у атлетици на отвореном 2013. одржаном у Москви од 10. до 18. августа четрнаести пут, односно учествовала је на свим првенствима до данас. Репрезентацију Гамбије представљао је један такмичар који се такмичио у трци на 100 метара. , 

На овом првенству Гамбија није освојила ниједну медаљу, нити је постигнут неки рекорд.

## Учесници
Мушкарци:
- Suwaibou Sanneh — 100 м

## Резултати

### Мушкарци
| Атлетичар       | Дисциплина | Лични рекорд        | Предтакмичење | Предтакмичење | Квалификације | Квалификације | Полуфинале           | Полуфинале           | Финале               | Финале      | Детаљи |
| Атлетичар       | Дисциплина | Лични рекорд        | Резултат      | Место         | Резултат      | Место         | Резултат             | Место                | Резултат             | Место       | Детаљи |
| --------------- | ---------- | ------------------- | ------------- | ------------- | ------------- | ------------- | -------------------- | -------------------- | -------------------- | ----------- | ------ |
| Suwaibou Sanneh | 100 м      | 10,16 (+1.1 m/s) НР | слободан      | слободан      | 10,46         | 6. у гр. 3    | Није се квалификовао | Није се квалификовао | Није се квалификовао | 41 / 73(75) |        |